# Humeston
Humeston är en ort i Wayne County i Iowa. Vid 2010 års folkräkning hade Humeston 494 invånare.